# Nationalpark Chustain Nuruu
Der Nationalpark Chustain Nuruu (mongolisch Хустайн нуруу дархан цаазат газар, Birken-Gebirge-Nationalpark) ist ein Nationalpark in der Mongolei, der sich 100 Kilometer südwestlich von Ulaanbaatar im Töw-Aimag liegt. Er wurde im Jahr 2003 ausgewiesen. Durch den Park verläuft der Tuul-Fluss.

## Geschichte
Zunächst wurden im Jahr 1993 mehr als 50.000 Hektar des Chustain-Nuruu-Gebietes zu einer Schutzzone der Kategorie III erklärt. Nach grundlegenden wissenschaftlichen Untersuchungen wurde das Gebiet im Jahr 1998 in einen Nationalpark mit einer Fläche von 506 km² hoch gestuft. Betrieben wird der Park von der 2003 gegründeten Stiftung Hustai National Park Trust (HNPT) in Zusammenarbeit mit dem mongolischen Ministerium für Natur und Umwelt.

## Fauna
Neben den wieder angesiedelten Przewalski-Wildpferden kommen im Park auch Sibirische Wapitis, Mongoleigazellen, Rehe, Argalis, Sibirische Steinböcke, Wildschweine, Wölfe, Luchse, Manuls, Steppenfüchse, Rotfüchse, Dachse und Murmeltiere vor. Unter den 127 Vogelarten des Parks sind Steinadler, Bartgeier und Schwarzstörche hervorzuheben.